# Ilhas Talaud
As ilhas Talaud (em indonésio:  Kepulauan Talaud) são um grupo de ilhas da Indonésia, localizadas a norte da ilha de Celebes, a nordeste das ilhas Sangihe. As ilhas Talaud são também a região mais setentrional da Indonésia Oriental, na fronteira com Davao do Sul, região das Filipinas.
O arquipélago foi declarado como regência de Celebes Setentrional em 2000, Kabupaten Kepulauan Talaud, e a sua capital é Melonguane.
As mais ilhas do arquipélago de Talaud são Karakelong, Salibabu, Kabaruan, Karatung, Nanusa e Miangas. Tinha 83441 habitantes no censo de 2010.
Se se agruparem as ilhas Talaud com as Sangihe, há 77 ilhas no arquipélago Talaud-Sangihe, das quais 56 são habitadas. O total da população ascende a 209574 pessoas, segundo o censo de 2010.
A maioria da população vive da agricultura, que inclui cocos, baunilha, noz-moscada e cravinho. 